# Roberto Moya Clemente
Roberto Juan Moya Clemente (Ciudad de México, 16 de diciembre de 1967) es un político mexicano, miembro del Partido Acción Nacional. Fue senador de la República desde 2019 hasta 2024.

## Biografía
Roberto Moya Clemente es contador público egresado del Instituto Tecnológico Autónomo de México (ITAM). De 1997 a 1999 ocupó el cargo de coordinador de Auditoría a Patrones en el Instituto Mexicano del Seguro Social y de 1999 a 2001 en la misma institución fue director de Afiliación y Cobranza.
De 2001 a 2002 fue director general adjunto de Ahorro en la Unidad de Banca y Ahorro en la Secretaría de Hacienda y Crédito Público y del último año a 2003 fue vicepresidente de Supervisión en la Comisión Nacional del Sistema de Ahorro para el Retiro. En 2003 ingresó a Financiera Rural primeramente como director ejecutivo de promoción y luego y hasta 2010 como director general adjunto de Fomento y Promoción de Negocios. 
El 1 de febrero de 2011 al asumir el cargo de Gobernador de Puebla, Rafael Moreno Valle Rosas, lo nombró como Secretario de Finanzas y Administración del estado. Se separó del cargo en 2015 en que fue postulado como candidato a diputado federal por la vía de representación proporcional por el PAN. No logró ser electo, por lo que retornó al gobierno poblano como titular de la jefatura de la Oficina del gobernado del estado, permaneciendo en el cargo hasta el fin del gobierno de Moreno Valle en 2017.
En 2018 fue elegido senador suplente, siendo senador propietario Rafael Moreno Valle a las Legislaturas LXIV y LXV que deberí concluir en 2024. Debió asumir la titularidad de la senaduría ante el fallecimiento de Moreno Valle en un accidente de helicóptero el 24 de diciembre de 2018, asumiéndola formalmente el 2 de enero de 2019.